# PSI5
La Interface para Sensores Periféricos (PSI5 por sus siglas en inglés) es una interface digital para sensores, y es utilizada en la industria automotriz. La capa física consiste en dos cables, utilizados para conectar los sensores periféricos a unidades de control electrónico (ECUs) en el automóvil. La interface permite configuraciones tanto punto-a-punto como en bus, así como transmisión de datos de manera síncrona o asíncrona.

## Descripción funcional
El estándar PSI5 establece el uso de tan solo dos cables a cada sensor. Estos cables proveen la energía (alimentación), pero también permiten una modulación de datos en corriente a través de las mismas. La corriente relativamente alta, y el uso de Código Manchester hacen que la interfaz tenga una alta inmunidad a las emisiones radiadas. El uso de cables de cobre trenzados es, por lo tanto, suficiente para la mayoría de las aplicaciones.
Las palabras consisten en dos bits de inicio, 8 a 24 bits de datos, y un bit de paridad, u opcionalmente un código de Comprobación de redundancia cíclica de 3 bits. La tasa de transferencia es de 125 kbps, u opcionalmente de 189 kbps. En su modalidad más sencilla, tan solo los sensores son capaces de enviar datos por las líneas.

## Estandardización
PSI5 fue desarrollado como un estándar de interface abierto, sobre la base de protocolos automotrices previamente existentes, pero propietarios. El consorcio está lidereado por Autoliv, Bosch y Continental. La primera versión del estándar se hizo pública en mayo del 2005 en Núremberg, con motivo de la expo sensores de ese año.